# فريديريكو باربوسا
فريديريكو باربوسا (بالبرتغالية: Frederico Barbosa‏) هو شاعر برازيلي، ولد في 20 فبراير 1961.